# 長尾靖
長尾 靖（ながお やすし、1930年5月20日 - 2009年5月2日）は、東京都出身の写真家。1961年に日本社会党委員長の浅沼稲次郎が刺殺される瞬間を撮影したことで、日本人として初めてピューリッツァー賞を受賞した。

## 経歴

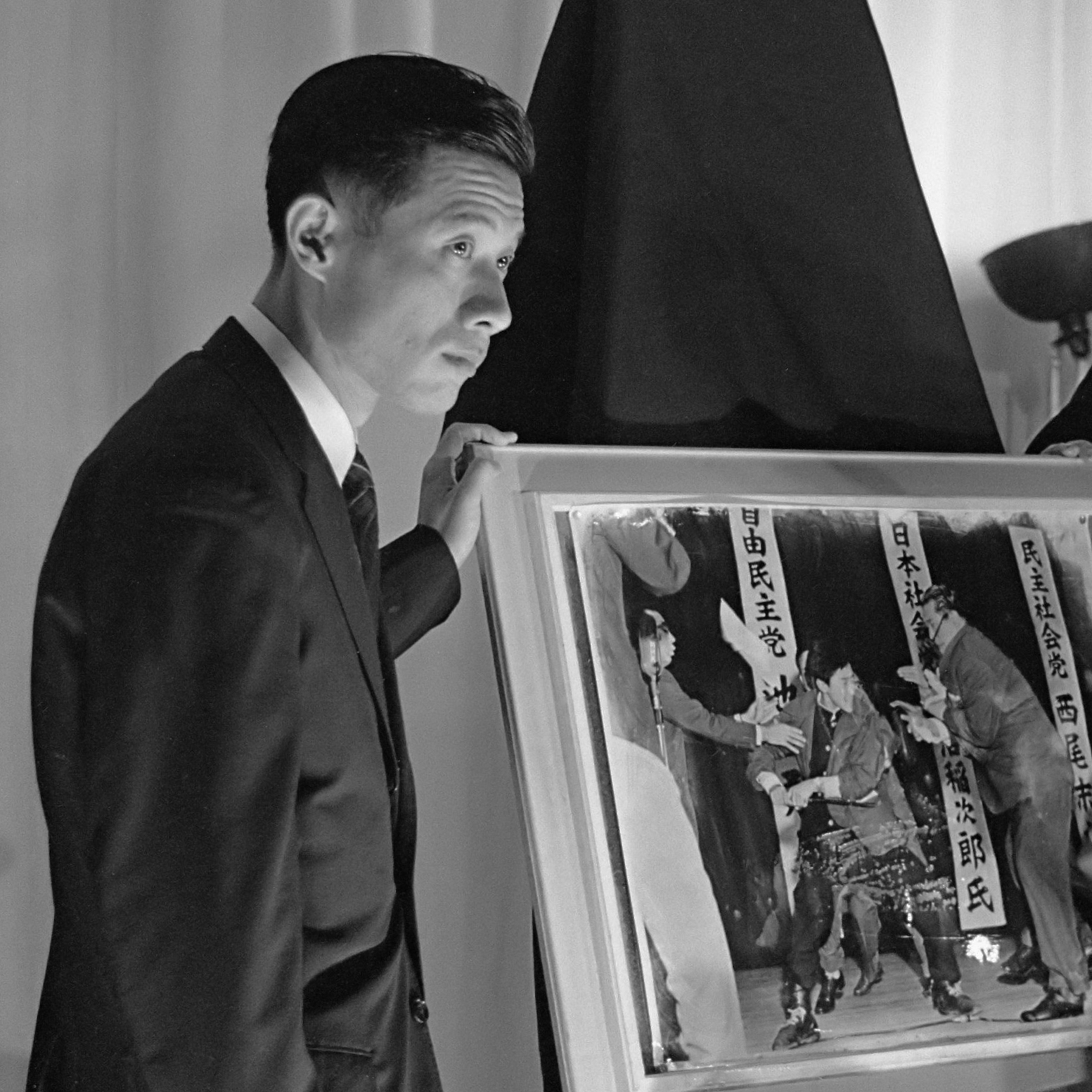
長尾靖（1961年）

1953年、千葉大学工学部工芸化学科写真映画専攻を卒業。毎日新聞社に入社。1960年10月12日、日比谷公会堂で日本社会党の浅沼稲次郎委員長が刺殺される瞬間を撮影した。カメラの最後に残っていたフィルム1枚での撮影だった（撮影の経緯は沢木耕太郎の著書『テロルの決算』に詳述されている）。これにより、1961年、日本人初のピューリッツァー賞を受賞した。同じ写真でピューリッツァー賞の他に世界報道写真大賞も受賞しており、こちらも日本人初の受賞となっている。1962年1月、毎日新聞社を退社しフリーとなった。
その後、東京都豊島区に自宅兼事務所を構え、外国通信社の記事翻訳を手伝ったり、航空会社の広報誌の編集に参加したりといった細かい仕事で生計を立てる。1986年には独身で結婚歴なし、天涯孤独と報じられた。
2009年5月2日、自宅のアパートを訪ねた知人により死亡しているのを発見され、死後数日が経過していると推測された。享年80（満78歳）。生涯独身であった。その後、静岡県南伊豆町の長尾の自宅で遺品を整理していた遺族らによってピューリッツァー賞の受賞証書が発見された。